# Joseph Cassidy
Joseph Cassidy (ur. 29 października 1933 w Charlestown, zm. 31 stycznia 2013 w Ballinasloe) – irlandzki duchowny katolicki, arcybiskup.

## Życiorys
Urodził się w Charlestown w hrabstwie Mayo w Irlandii. Otrzymał święcenia kapłańskie w dniu 21 czerwca 1959 roku w diecezji Achonry. Później został przeniesiony do diecezji Clonfert, gdzie uczył, a później został prezesem katolickiego kolegium College św. Józefa. W dniu 24 sierpnia 1979 roku został mianowany na biskupa koadiutora. Wyświęcony na biskupa w dniu 23 września 1979 roku, na tydzień przed wizytą papieża Jana Pawła II do Irlandii. W dniu 22 sierpnia 1987 roku został mianowany na arcybiskupa Tuam. W dniu 29 czerwca 1994 roku zrezygnował ze stanowiska arcybiskupa.